# Macaranga dallachyana
Macaranga dallachyana är en törelväxtart som först beskrevs av Henri Ernest Baillon, och fick sitt nu gällande namn av Airy Shaw. Macaranga dallachyana ingår i släktet Macaranga och familjen törelväxter. Inga underarter finns listade i Catalogue of Life.